# José Maria Antunes
Pour les articles homonymes, voir Antunes.
 José Maria Antunes, de nom complet José Maria Antunes Júnior, est un footballeur, entraîneur et sélectionneur portugais, né le 27 juillet 1913 à Sobral da Ceira (Portugal) et mort le 12 mars 1991. Il évoluait au poste de défenseur droit.

## Biographie
Son père médecin est mobilisé durant la première guerre mondiale en Angola, où il passe sa jeunesse jusqu'en 1926. José Maria Antunes réalise toute sa carrière comme joueur de l'Académica et il est l'un des premiers vainqueurs de la Coupe du Portugal, en 1939. Il est célèbre parce qu’il joue avec un mouchoir noué autour de la tête. "Zé Barrote", était son surnom, mais peu usité.
Au terme de sa carrière de joueur, il devient entraîneur, et fait un court passage par son club de cœur durant la saison 1946-47. Devenu sélectionneur, il apporte à la Selecção une philosophie révolutionnaire : simplification des processus de choix des sélectionnés, avec quelques jours de stages, et une formation quotidienne par secteurs de jeu. Sa première période en tant que sélectionneur national dure trois ans. Il lance sur la scène internationale de nouveaux joueurs comme Mário Torres, Rocha, José Augusto, Fernando Mendes, Acúrsio ou encore Vicente.
Son troisième et dernier passage par la Selecção n’est pas aussi réussit que les deux premiers : il est en effet incapable de qualifier l'équipe portugaise pour la Coupe du monde du Mexique, en 1970. José Maria Antunes part sous l'accusation d’avoir détruit prématurément la superbe génération de "Magriços", qui avait terminé troisième de la Coupe du monde 66. Au total, il aura dirigé 31 fois la sélection portugaise, avec un bilan de 9 victoires, 4 nuls, 18 défaites, 40 buts pour et 59 contres.

## Statistiques

### Joueur
| Championnat | Championnat          | Championnat | Championnat | Championnat | Coupe nationale | Coupe nationale | Coupe continentale | Coupe continentale | Sélection Portugal | Sélection Portugal | Total   | Total |
| Saison      | Club                 | Pays        | Matches     | Buts        | Matches         | Buts            | Matches            | Buts               | Matches            | Buts               | Matches | Buts  |
| ----------- | -------------------- | ----------- | ----------- | ----------- | --------------- | --------------- | ------------------ | ------------------ | ------------------ | ------------------ | ------- | ----- |
| 1934-35     | Académica de Coimbra | I Divisão   | 9           | 0           | 1               | 0               | 0                  | 0                  | 0                  | 0                  | 10      | 0     |
| 1935-36     | Académica de Coimbra | I Divisão   | 14          | 0           | 3               | 0               | 0                  | 0                  | 0                  | 0                  | 17      | 0     |
| 1936-37     | Académica de Coimbra | I Divisão   | 14          | 0           | 3               | 0               | 0                  | 0                  | 0                  | 0                  | 17      | 0     |
| 1937-38     | Académica de Coimbra | I Divisão   | 14          | 0           | 7               | 0               | 0                  | 0                  | 0                  | 0                  | 21      | 0     |
| 1938-39     | Académica de Coimbra | I Divisão   | 14          | 0           | 7               | 0               | 0                  | 0                  | 0                  | 0                  | 21      | 0     |
| 1939-40     | Académica de Coimbra | I Divisão   | 15          | 0           | 1               | 0               | 0                  | 0                  | 0                  | 0                  | 16      | 0     |
| 1940-41     | Académica de Coimbra | I Divisão   | 6           | 0           | 2               | 0               | 0                  | 0                  | 0                  | 0                  | 8       | 0     |
| 1941-42     | Académica de Coimbra | I Divisão   | 1           | 0           | 0               | 0               | 0                  | 0                  | 0                  | 0                  | 1       | 0     |
| 1942-43     | Académica de Coimbra | I Divisão   | 8           | 0           | 0               | 0               | 0                  | 0                  | 0                  | 0                  | 8       | 0     |
| Total       | Total                | Total       | 95          | 0           | 24              | 0               | 0                  | 0                  | 0                  | 0                  | 119     | 0     |

### Entraîneur
| Résultats | Résultats            | Résultats | Résultats | Résultats | Résultats | Résultats | Total       | Total   | Total      |
| Saison    | Club                 | Pays      | Victoires | Nuls      | Défaites  | Titres    | % Victoires | % Nuls  | % Défaites |
| --------- | -------------------- | --------- | --------- | --------- | --------- | --------- | ----------- | ------- | ---------- |
| 1946-47   | Académica de Coimbra |           | 8         | 4         | 14        | Néant     | 30,77 %     | 15,38 % | 53,85 %    |
| 1957-58   | Portugal             |           | 0         | 0         | 3         | Néant     | 0 %         | 0 %     | 100 %      |
| 1958-59   | Portugal             |           | 3         | 0         | 2         | Néant     | 60 %        | 0 %     | 40 %       |
| 1959-60   | Portugal             |           | 1         | 0         | 3         | Néant     | 25 %        | 0 %     | 75 %       |
| 1962-63   | Portugal             |           | 2         | 0         | 2         | Néant     | 50 %        | 0 %     | 50 %       |
| 1963-64   | Portugal             |           | 2         | 1         | 3         | Néant     | 33,33 %     | 16,67 % | 50 %       |
| 1967-68   | Portugal             |           | 0         | 0         | 1         | Néant     | 0 %         | 0 %     | 100 %      |
| 1968-69   | Portugal             |           | 1         | 2         | 2         | Néant     | 20 %        | 40 %    | 40 %       |
| 1969-70   | Portugal             |           | 0         | 1         | 2         | Néant     | 0 %         | 33,33 % | 66,67 %    |
| Total     | Total                | Total     | 17        | 8         | 32        | 0         | 29,82 %     | 14,04 % | 56,14 %    |

## Palmarès

### Joueur

#### Académica de Coimbra
- Vainqueur de la Coupe du Portugal : 1 fois (1938-39)

### Entraîneur

#### équipe du Portugal de football
- ¼ de finaliste du Championnat d'Europe de football 1960 : 1 fois (1960)